# فصل باران‌های موسمی
فصل باران‌های موسمی فیلمی به کارگردانی مجید برزگر و نویسندگی مجید برزگر، حامد رجبی ساختهٔ سال ۱۳۸۸ است.

## بازیگران
| بازیگر           | نقش               |
| نوید لایقی مقدم  | سینا              |
| مرضیه خوش‌تراش    | ناهید             |
| علیرضا باقری     | مسعود             |
| مهران خدایی      | علی               |
| محمد حسینی علایی | پدر سینا          |
| ژاله شعاری       | مادر سینا         |
| محمد مهدی لیلاز  | سهیل (دوست سینا)  |
| آرش پورکابر      | آرش (دوست سینا)   |
| میثم نوروزی      | سهند (دوست سینا)  |
| میلاد زرین خاک   | میلاد (دوست سینا) |
| الناز حبیبی      | خواهر علی         |
| امیر جعفری       | طلافروش           |
| شیرین سرشار      | مادر علی          |